# 1045 Мікела
1045 Мікела (1045 Michela) — астероїд головного поясу, відкритий 19 листопада 1924 року.
Тіссеранів параметр щодо Юпітера — 3,536.